# Sphinx cingulata
Sphinx cingulata är en fjärilsart som beskrevs av Barend J. Lempke 1964. Sphinx cingulata ingår i släktet Sphinx och familjen svärmare. Inga underarter finns listade i Catalogue of Life.

## Bildgalleri

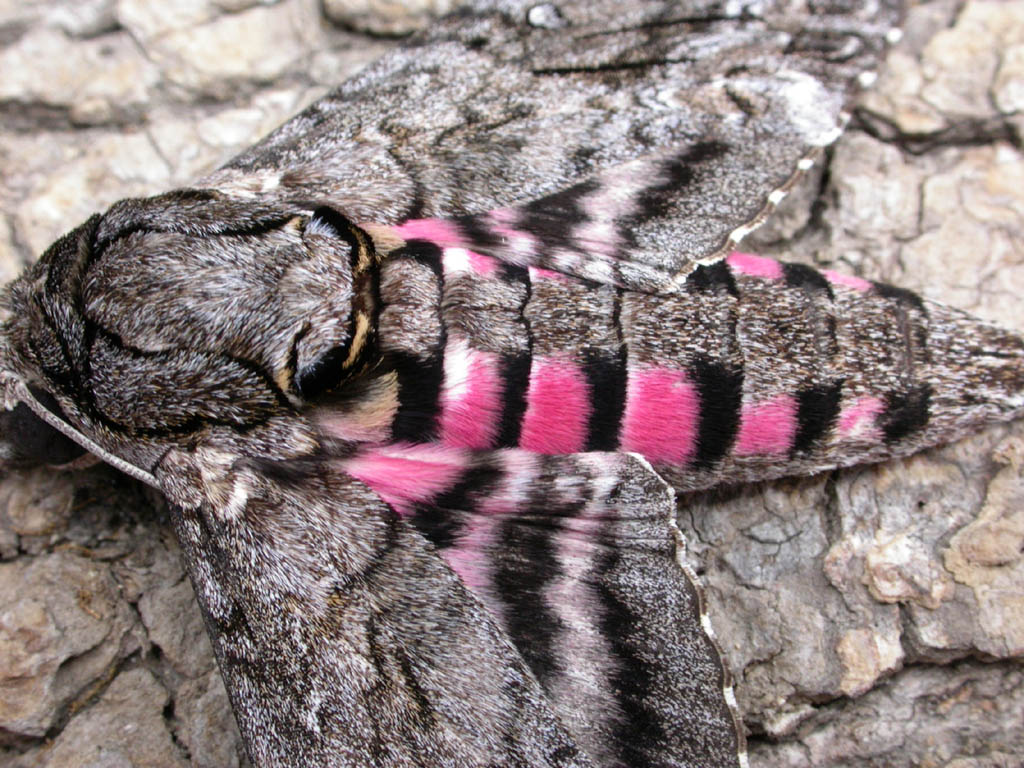
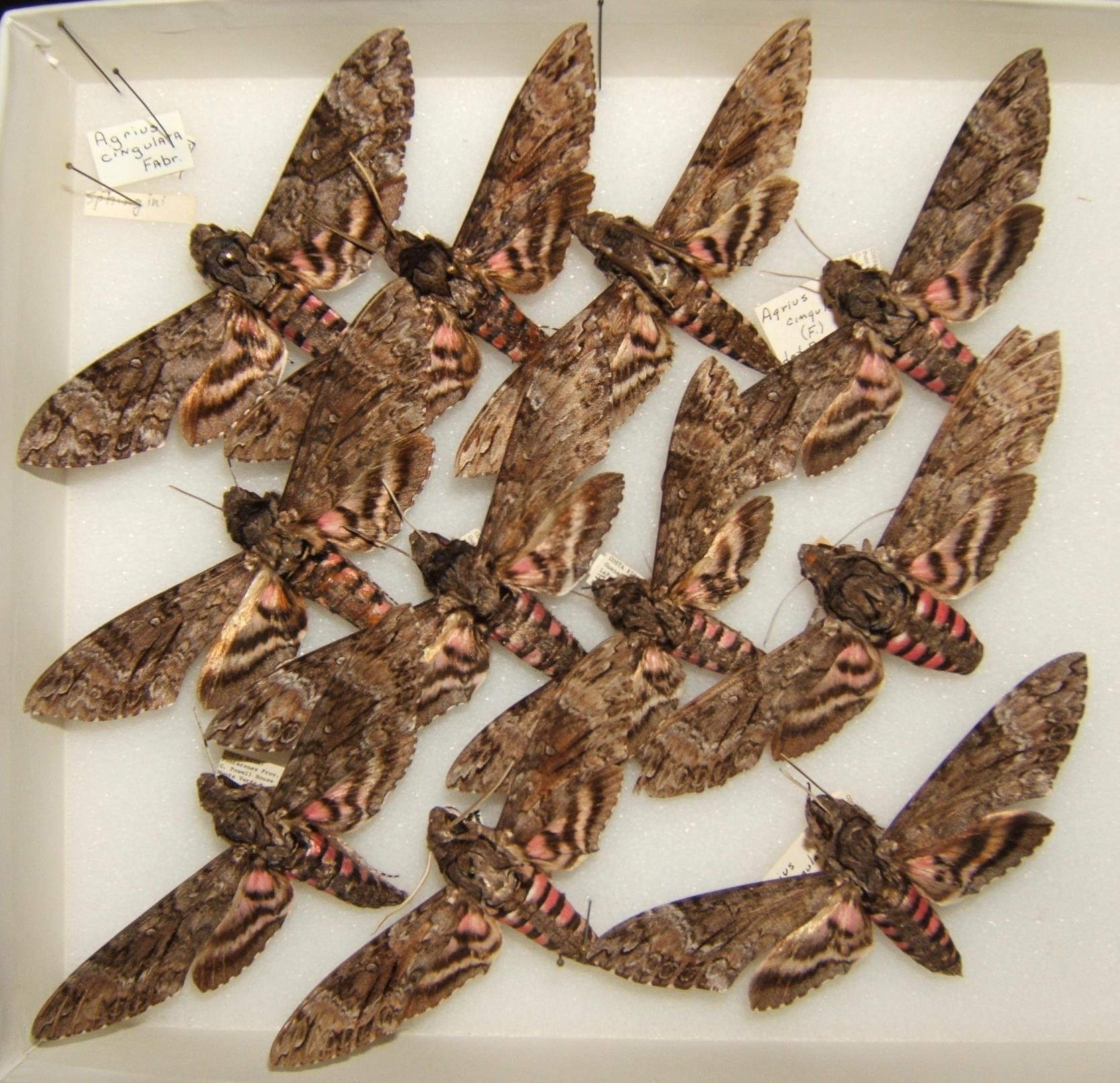
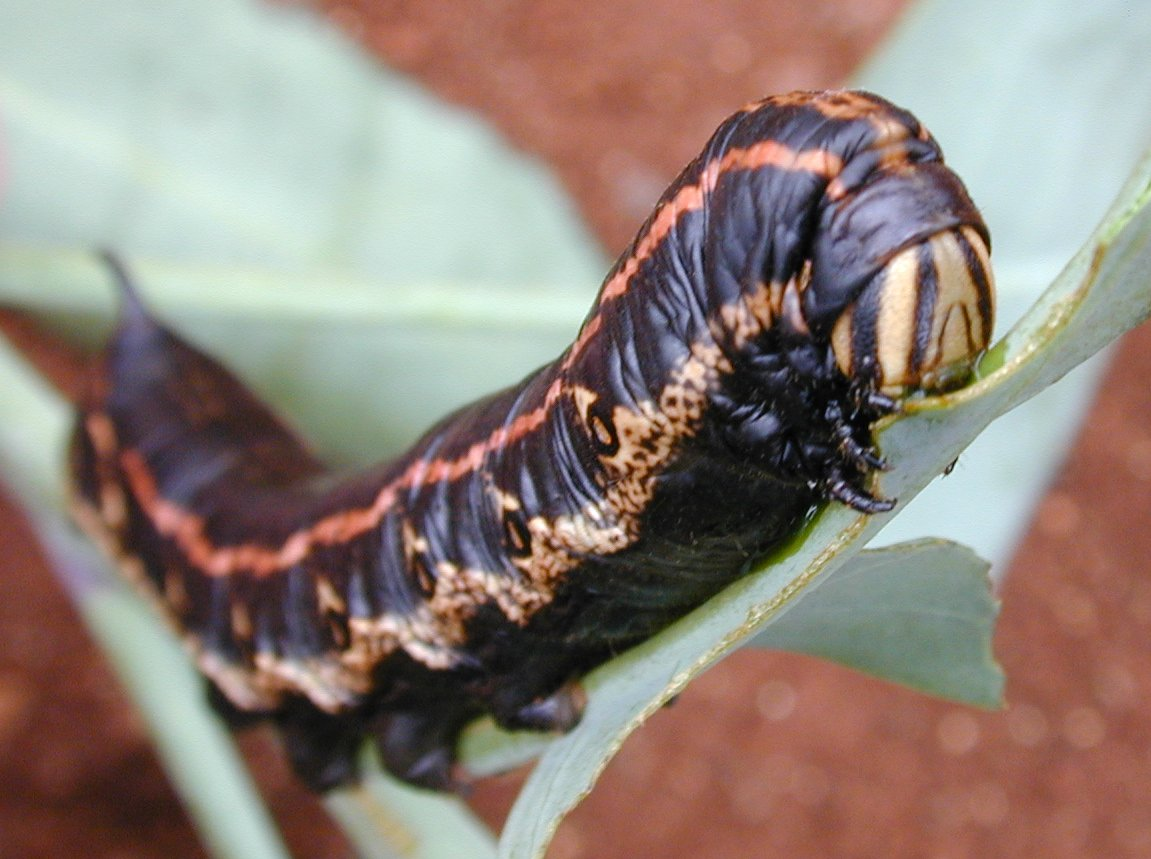
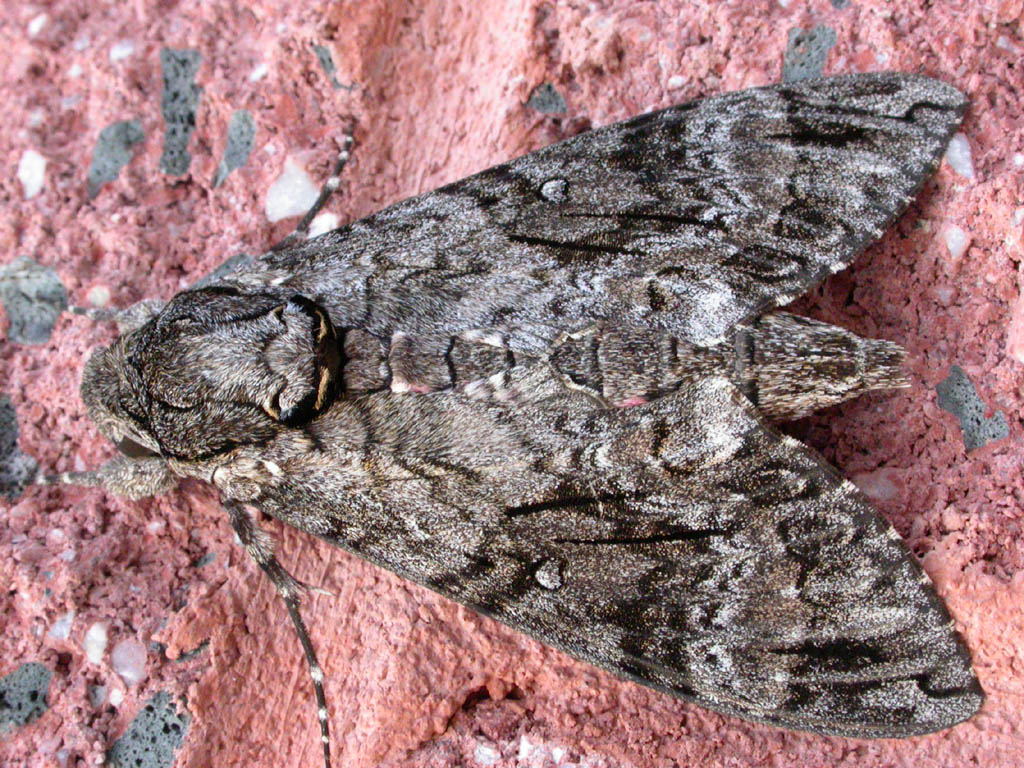
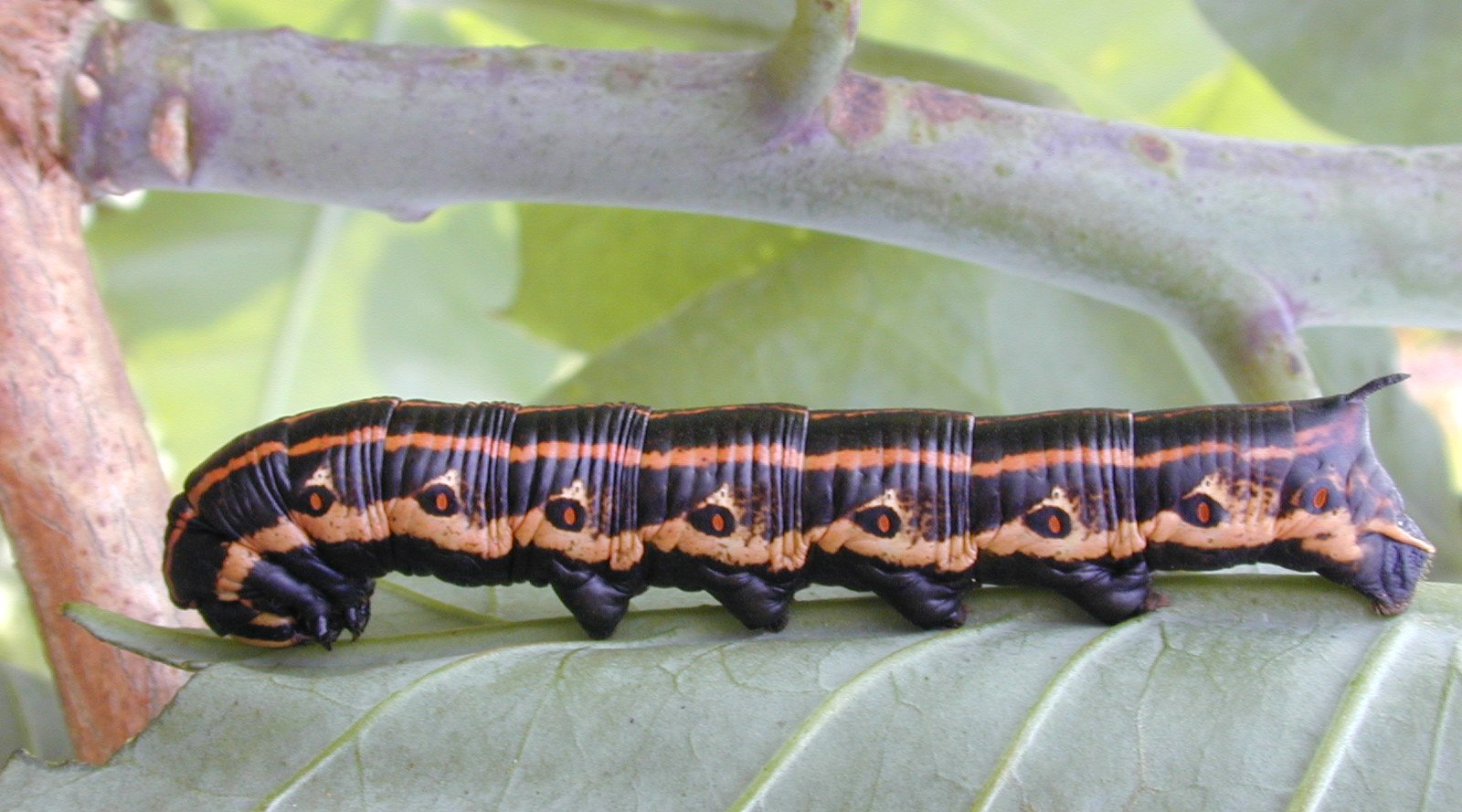
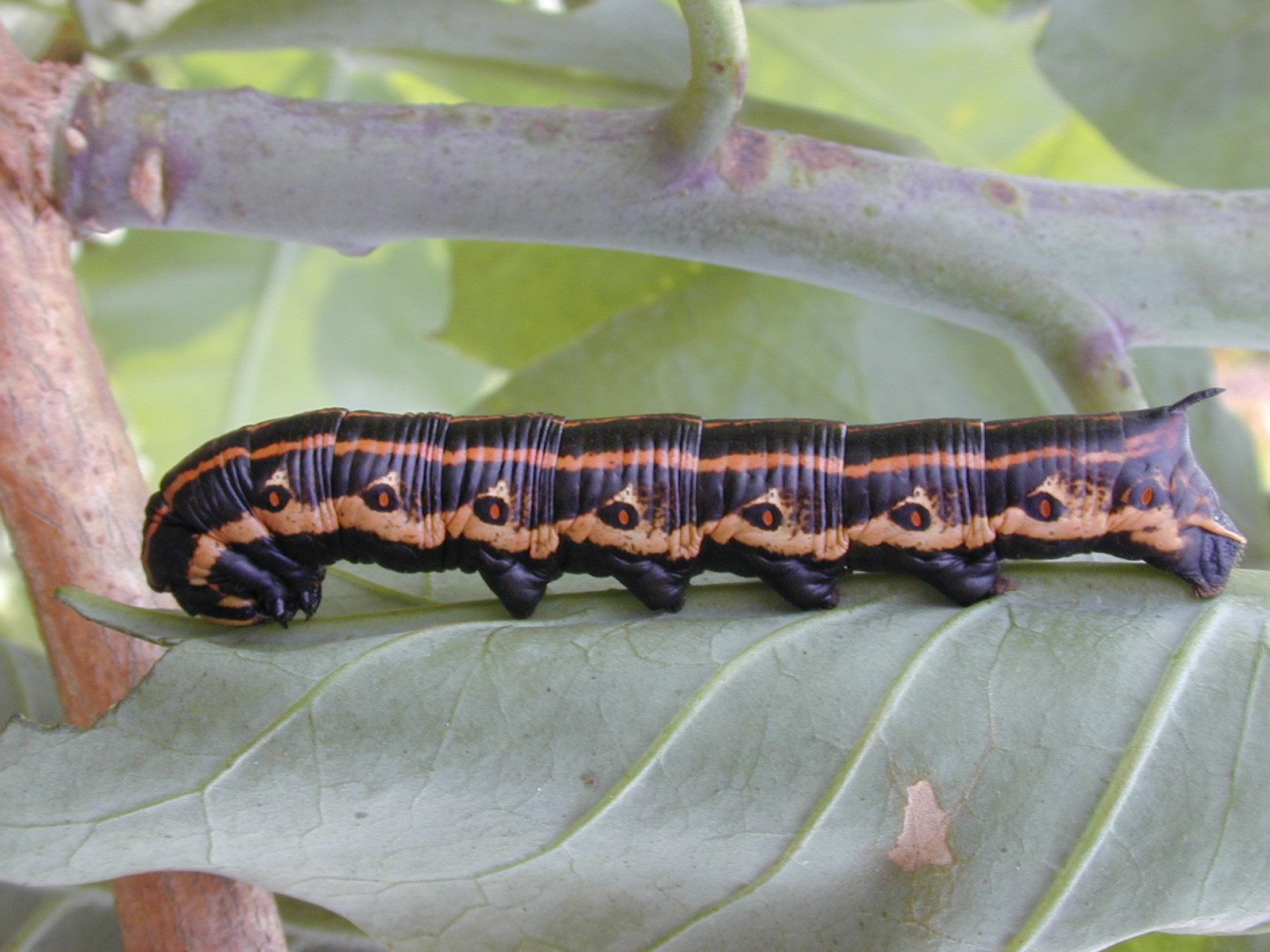